# Valère Thiébaud
Valère Thiébaud (Neuchâtel, 26 gennaio 1999) è un ex ciclista su strada e pistard svizzero.

## Palmarès

### Strada
- 2016 (Juniores)

Prix de l'U.V.G.
- 2017 (Juniores)

Campionati svizzeri, Prova in linea Junior
Grand Prix L'Echappée U19
4ª tappa Tour du Léman Juniors (Aigle > Chavalon)
Classifica generale Tour du Léman Juniors
- 2021 (Cogeas-Sogecoma-Akros, due vittorie)

Campionati svizzeri, Prova in linea Under-23
Campionati svizzeri, Prova a cronometro Under-23

#### Altri successi
- 2022 (AVC Aix-en-Provence)

Tour de Basse-Navarre

### Pista
- 2021

Campionati svizzeri, Scratch
- 2022

Campionati svizzeri, Scratch
Campionati svizzeri, Americana (con Simon Vitzthum)
- 2023

Campionati svizzeri, Omnium
Memorial Miquel Poblet, Americana (con Alex Vogel)

## Piazzamenti

### Competizioni mondiali
- Campionati del mondo su strada

Doha 2016 - In linea Junior: ritirato
Bergen 2017 - Cronometro Junior: 40º
Bergen 2017 - In linea Junior: 56º
Fiandre 2021 - Cronometro Under-23: 24º
- Campionati del mondo su pista

Apeldoorn 2018 - Inseguimento a squadre: 6º
Roubaix 2021 - Inseguimento a squadre: 5º
Roubaix 2021 - Corsa a punti: 6º
Saint-Quentin-en-Yvelines 2022 - Inseguimento a squadre: 10º
Saint-Quentin-en-Yvelines 2022 - Corsa a punti: 10º
Glasgow 2023 - Inseguimento a squadre: 11º
Glasgow 2023 - Inseguimento individuale: 27º
Glasgow 2023 - Omnium: 17º
Ballerup 2024 - Inseguimento a squadre: 7º
Ballerup 2024 - Inseguimento individuale: 9º
Ballerup 2024 - Americana: 8º
- Giochi olimpici

Tokyo 2020 - Inseguimento a squadre: 8º

### Competizioni europee
- Campionati europei su strada

Plouay 2020 - In linea Under-23: 90º
Trento 2021 - Cronometro Under-23: 15º
Trento 2021 - In linea Under-23: ritirato
- Campionati europei su pista

Montichiari 2016 - Omnium Junior: 11º
Sangalhos 2017 - Inseguimento a squadre Junior: 3º
Sangalhos 2017 - Inseguimento individuale Junior: 4º
Sangalhos 2017 - Americana Junior: 6º
Aigle 2018 - Inseguimento a squadre Under-23: 2º
Aigle 2018 - Inseguimento individuale Under-23: 6º
Gand 2019 - Inseguimento a squadre Under-23: 3º
Gand 2019 - Inseguimento individuale Under-23: 6º
Gand 2019 - Corsa a punti Under-23: 2º
Apeldoorn 2019 - Inseguimento a squadre: 4º
Fiorenzuola d'Arda 2020 - Ins. a squadre Under-23: 4º
Fiorenzuola d'Arda 2020 - Ins. individuale Under-23: 7º
Fiorenzuola d'Arda 2020 - Americana Under-23: 2º
Grenchen 2021 - Inseguimento a squadre: 2º
Grenchen 2021 - Inseguimento individuale: 12º
Monaco di Baviera 2022 - Inseguimento a squadre: 5º
Monaco di Baviera 2022 - Inseguimento individuale: 6º
Monaco di Baviera 2022 - Americana: ritirato
Grenchen 2023 - Inseguimento a squadre: 7º
Grenchen 2023 - Omnium: 10º
Apeldoorn 2024 - Inseguimento a squadre: 8º
Apeldoorn 2024 - Inseguimento individuale: 6º
Apeldoorn 2024 - Scratch: 9º